# Iardanos
Iardanos (in greco Ιάρδανος?) è un ex comune della Grecia nella periferia della Grecia Occidentale (unità periferica dell'Elide) con 4.016 abitanti secondo i dati del censimento 2001.
È stato soppresso a seguito della riforma amministrativa, detta Programma Callicrate, in vigore dal gennaio 2011 ed è ora compreso nel comune di Pyrgos.

## Località
Iardanos è suddiviso nelle seguenti comunità (i nomi dei villaggi tra parentesi):
- Agioi Apostoloi (pop: 109)
- Alpochori (total pop: 890, Alpochori 244, Chanakia 550, Kapandriti 96)
- Fonaitika (pop: 149)
- Katsaros (pop: 384)
- Koryfi (total pop: 301, Koryfi 276, Moni Fragkopidimatos 25)
- Prasino (total pop: 828, Prasino 519, Glykorizo 222, Keramidia 87)
- Vounargo (pop: 696)
- Vrochitsa (pop: 447)
- Xylokera (pop: 439)